# Суґавара но Корейосі
Суґавара но Корейосі (812 — 11 жовтня 880) — середньовічний японський державний діяч, науковець, поет періоду Хейан.

## Життєпис
Походив зі шляхетного роду Суґавара. Був четвертим сином Суґавара но Кійотомо, голова Вищої чиновницької школи (Дайгаку). Народився 812 року. Здобув гарну домашню освіту, яку продовжив в Дайгаку. 835 року отримав ранг з китайської літератури (сюсай), після чого отримав молодший шостий ранг. 839 року успішно склав іспит для державних службовців (захистив тайсаку — працю-дослідження на кшталт дисертації), внаслідок отримав старший шостий ранг.
840 року його було призначено заступником Дайгаку та головою креслярів й редакторів Центрального міністерства. 844 року отримав молодший п'ятий ранг. 845 року надано звання мондзьо-хакасе (професора письма). 846 призначається заступником (суке) губернатора (камі) провінції Етіґо, а 847 року — наставником спадкоємця трону Тамура-тей, 849 року — заступником камі провінції Санукі.
850 року отримав старший п'ятий ранг. Невдовзі стає кокусі провінції Каґа. 853 року стає мондзьо-хакасе (професором витонченого китайського письменства), що було другим за значенням званням в Дайгаку-рьо. 855 року надано молодший четвертий ранг. 856 року призначено керувати Лівою половиною столиці. У 857—858 роках керував провінціями Мімасака, Ісе, Бідзен, Харіма, що свідчило про посилення становища Корейосі при дворі, оскільки ці провінції були досить багатими й важливими.
863 року призначено заступником голови Палати цензорів, 864 року — камі провінції Омі і міністром покарань. 870 року стає губернатором провінції Ійо й заступником міністра церемоній. 872 року призначено асоційованим державним радником. 873 року надано старший четвертий ранг. З 874 року керував імператорською інспекції Кагеюсі. 879 року Суґавара но Корейосі отримав молодший третій ранг. Помер 880 року.

## Творчість
Разом з Міяко но Йосікою керував укладанням історичної праці «Ніхон Монтоку-тенно дзіцуроку» («Справжні записи про японського імператора Монтоку»). Брав участь в підготовці «Дзьоган-кякусікі» (Внутрішньовідомственні постанови і службові інструкції періоду Дзьоган) — доповнення до ріцурьо. Особисто він написав такі тексти, як «Тогу-сецуін», «Ґінбо-рінріцу», Сюїн-ріссі і Кайбун-суїсю.
Водночас під час правління імператорів Монтоку і Сейва брав участь у публічних читаннях китайських літературних та історичних творів «Вень сюань», «Хань шу», «Гун шу цзі яо».
Свого часу вважався одним з майстрів складання віршів, успішно змагався в поезії з Оно но Такамура і Ое но Отондо. Його вірші увійшли до збірки «Кансьокьо-сю».

## Родина
1. Дружина — донька Томо но Масанарі
Діти:
- Суґавара но Мітійосі
- Суґавара но Мітінака
- Суґавара но Мітідзане

2. Дружина — невідома
Діти:
- Руїсі, дружина імператора Коко